# Quintela de Humoso
Quintela de Humoso (llamada oficialmente Padre Eterno de Quintela de Umoso) es una parroquia y un lugar del municipio español de Viana del Bollo, en la provincia de Orense, Galicia.

## Toponimia
La parroquia también es conocida por el nombre de Padre Eterno de Quintela de Humoso.

## Organización territorial
La parroquia está formada por tres entidades de población:
- Humoso (Umoso)
- Quintela de Humoso (Quintela de Umoso)
- Vilardegoia (Vilar de Goia)

## Demografía

### Parroquia
| Gráfica de evolución demográfica de Quintela de Humoso (parroquia) entre 2000 y 2023 |
|                                                                                      |
| Datos según el nomenclátor publicado por el INE.                                     |

### Lugar
| Gráfica de evolución demográfica de Quintela de Humoso (lugar) entre 2000 y 2023 |
|                                                                                  |
| Datos según el nomenclátor publicado por el INE.                                 |